# Cantonul Anizy-le-Château
Cantonul Anizy-le-Château este un canton din arondismentul Laon, departamentul Aisne, regiunea Picardia, Franța.

## Comune
- Anizy-le-Château (reședință)
- Bassoles-Aulers
- Bourguignon-sous-Montbavin
- Brancourt-en-Laonnois
- Cessières
- Chaillevois
- Chevregny
- Faucoucourt
- Laniscourt
- Laval-en-Laonnois
- Lizy
- Merlieux-et-Fouquerolles
- Monampteuil
- Mons-en-Laonnois
- Montbavin
- Pinon
- Prémontré
- Royaucourt-et-Chailvet
- Suzy
- Urcel
- Vaucelles-et-Beffecourt
- Vauxaillon
- Wissignicourt